# Liste von Ereignissen im Zusammenhang mit Flugobjekten 2023
Im Februar 2023 wurden mehrere Ereignisse im Zusammenhang mit Flugobjekten gemeldet, die meisten in Nordamerika.

## Hintergrund
Nach den Sichtungen eines chinesischen Ballons im Jahr 2023 (später vor der Küste von South Carolina abgeschossen) begannen die USA, ihren Luftraum in großen Höhen genauer zu untersuchen, unter anderem durch Radarverbesserungen, die es den USA ermöglichten, langsamere Objekte besser zu kategorisieren und zu verfolgen. General Glen VanHerck, der Kommandant des NORAD sagte, dass 2021 bis zu 98 % der rohen Radardaten nicht routinemäßig analysiert wurden, da das Militär darauf abzielte, Funksignale herauszufiltern, die von Vogelschwärmen oder Wetterballons ausgingen (im Gegensatz zu potenziellen Bedrohungen). VanHerck sagte, dass Anpassungen der Radarüberwachung im Jahr 2023 nach dem Eindringen in den US-Luftraum des mutmaßlich chinesischen Spionageballons „bessere Treue gäben, kleinere Objekte zu sehen“. Die Radaranpassungen und die erhöhte Wachsamkeit erhöhten die Erkennung von Objekten.
Am 14. Februar, nachdem ein nicht identifiziertes Flugobjekt über Nordalaska, Yukon und dem Huronsee entdeckt und abgeschossen worden war, sagte der Sprecher des Weißen Hauses John Kirby, dass die United States Intelligence Community es nicht als eine Möglichkeit abweisen würde, dass es sich um Ballons handeln könnte, die an kommerzielle oder Forschungseinrichtungen gebunden und daher gutartig wären. Das könnte, so Kirby, hier sehr wohl eine führende Erklärung sein. Die Objekte, die über Nordalaska, Yukon und dem Huronsee abgeschossen wurden, waren alle kleiner als der chinesische Ballon, der über South Carolina abgeschossen wurde.

## Liste der Ereignisse
| Entdeckt         | Abgeschossen                                                                        | Standort(e)                                              | Artikel                                               | Umstände | Ref.                               |
| ---------------- | ----------------------------------------------------------------------------------- | -------------------------------------------------------- | ----------------------------------------------------- | --- | ---------------------------------- |
| 28. Januar 2023  | 4. Februar 2023 von: United States Air Force mit: einer Lockheed Martin F-22        | Alaska, Westkanada und Contiguous United States          | Chinesischer Beobachtungsballon über Nordamerika 2023 | Ein chinesischer Überwachungsballon durchquerte den kanadischen und US-Luftraum, bevor er von den USA vor der Küste von South Carolina am 4. Februar abgeschossen wurde. | [ 5 ] [ 6 ] [ 7 ] [ 8 ]            |
| 2. Februar 2023  | -                                                                                   | Costa Rica, Kolumbien und Venezuela                      | Ballonvorfall in Lateinamerika 2023                   | Ein chinesischer Höhenballon flog über Costa Rica, Kolumbien und Venezuela. Ein Sprecher der chinesischen Regierung bestätigte, dass der Ballon ihnen gehörte und sagte, dass er für „Flugtests“ verwendet wurde und vom Kurs abgekommen war.                                                                               | [ 9 ]                              |
| 9. Februar 2023  | 10. Februar 2023 von: United States Air Force mit: einer Lockheed Martin F-22       | Alaska (North Slope)                                     | Flugobjekt in Alaska 2023                             | Ein Flugobjekt gelangte am 9. Februar in den US-Luftraum und wurde von den USA über der Beaufortsee abgeschossen. Das Verteidigungsministerium sagte, es sei so groß wie ein kleines Auto gewesen und flog ca. 12 km gen Nordosten, was ein Risiko für zivile Flüge darstellt.                                              | [ 10 ] [ 11 ] [ 12 ] [ 13 ]        |
| -                | 11. Februar 2023 von: United States Air Force mit: einer Lockheed Martin F-22       | Yukon                                                    | Flugobjekt in Yukon 2023                              | Kanadische und US-amerikanische Behörden ordneten den Abschuss eines nicht identifizierten Objekts über Yukon an. | [ 14 ]                             |
| 11. Februar 2023 | 12. Februar 2023 von: Minnesota Air National Guard mit: einer General Dynamics F-16 | Alberta, Montana, Wisconsin, Michigan, Ontario, Huronsee | Flugobjekt über dem Huronsee 2023                     | Ein achteckiges Objekt mit daran hängenden Fäden wurde über dem nördlichen Montana, Wisconsin und der oberen Halbinsel von Michigan entdeckt. Der Luftraum wurde vorübergehend im Gebiet des Huronsees geschlossen, wo das Objekt von der US-Luftwaffe und der Nationalgarde abgeschossen und in kanadisches Gewässer fiel. | [ 15 ] [ 16 ] [ 17 ] [ 18 ] [ 19 ] |
| 12. Februar 2023 | -                                                                                   | Rizhao                                                   | Flugobjekt in Shandong 2023                           | Die chinesischen Behörden sagten, sie hätten ein nicht identifiziertes Objekt über dem Gelben Meer in Gewässern in der Nähe von Qingdao entdeckt und planten, es aufgrund der Nähe zu Jianggezhuang, einem wichtigen Marinestützpunkt, abzuschießen.                                                                        | [ 20 ] [ 21 ] [ 22 ] [ 23 ]        |
| 14. Februar 2023 | -                                                                                   | Südostrumänien und Moldawien                             | Flugobjekt in Rumänien und der Republik Moldau 2023   | Die rumänische Luftwaffe versuchte erfolglos, ein nicht identifiziertes Objekt abzufangen, das etwa 11 km über Südostrumänien entdeckt wurde. Die benachbarte Moldau schloss ihren Luftraum aufgrund eines ballonartigen Objekts kurzzeitig.                                                                                | [ 24 ] [ 25 ]                      |